# Little India (Artesia)

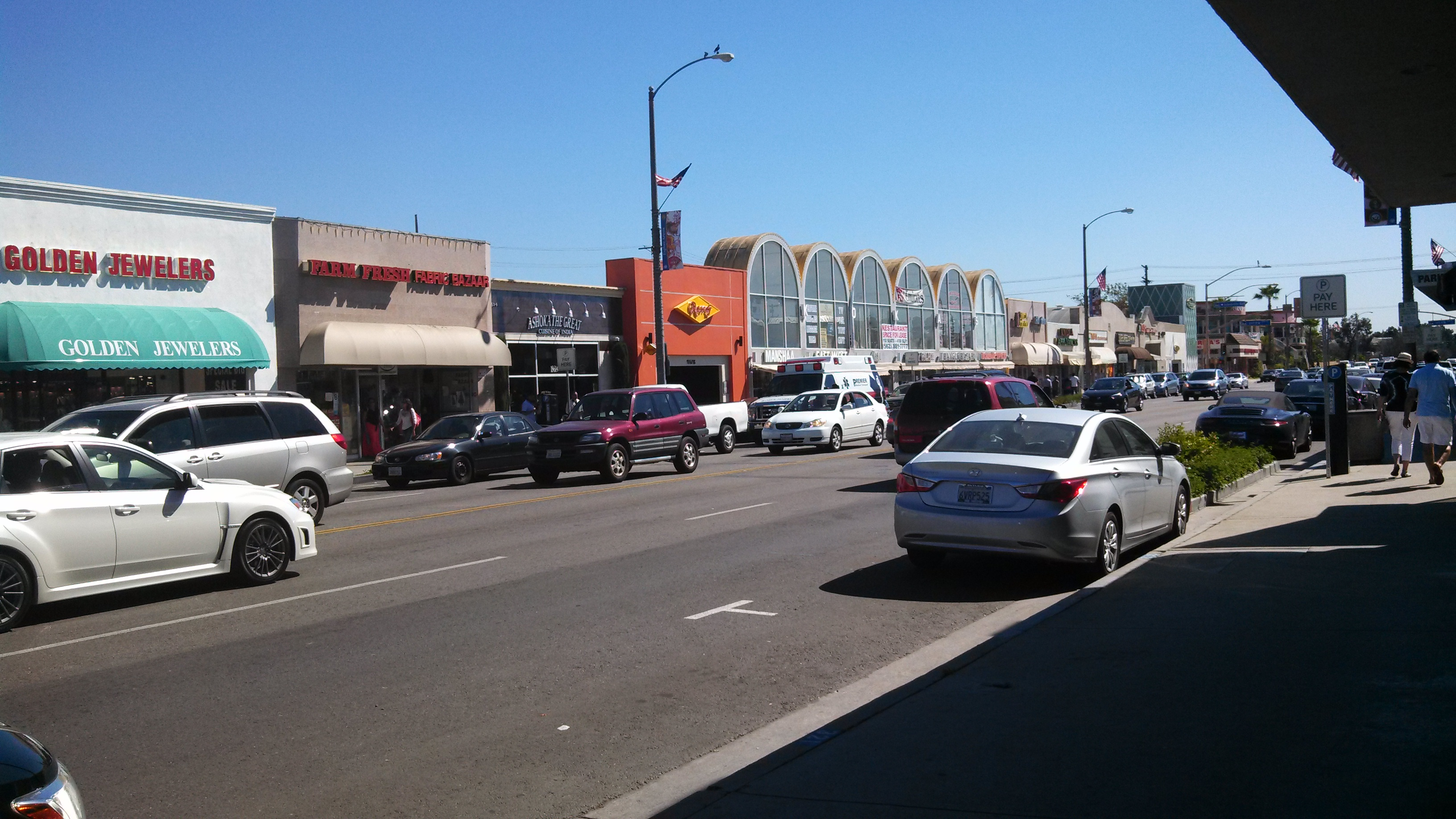
Little India in Artesia ca. 2015

Little India ist ein Stadtviertel in Artesia, einer Stadt in Kalifornien, USA. Sie ist die größte indische Enklave im südlichen Kalifornien. Nachdem das Land immer wertvoller wurde, zogen die Landwirte in andere Gebiete und machten Platz für einen Neuanfang.

## Geschichte
Das Gebiet, wo sich heute Little India befindet, war früher ein durch portugiesische, später auch niederländische Einwanderer gegründeter Distrikt mit Molkereiproduktion, das besonders in den 1920er und 1930er Jahren prosperierte. Als die Grundstückspreise nach dem Ende des Zweiten Weltkrieges höher wurden, verkauften die Landwirte ihre Höfe und zogen nach Zentralkalifornien um. Nachdem 1965 die Zuwanderungsgesetzgebung mit dem Immigration and Nationality Act gelockert wurde, zogen immer zahlreichere Migranten aus Asien nach Artesia, darunter auch Inder.
Der Grundstein für die spätere Bekanntheit von Little India wurde 1971 gelegt, als ein Händler aus der nahegelegenen Gemeinde Cerritos Gewürze und Lebensmittel in einer Garage in Artesia verkaufte. Später wurden weitere Händler überzeugt, ihre Geschäfte in die Gemeinde zu verlegen. Seitdem entwickelte sich der Stadtteil, der sich entlang des Pioneer Boulevards erstreckt, zu einer Attraktion und gewann rasch an Berühmtheit. Er beherbergt eine große Zahl an indischen Unternehmen, Läden und Restaurants. In Little India erwirtschaftet die indische Minderheit, die weniger als 5 Prozent der Bevölkerung ausmacht, mehr als 25 Prozent des Gewerbesteuerertrages.
In Artesias Little India werden zahlreiche Feierlichkeiten der indischen Gemeinde veranstaltet. Im Artesia Park wird jährlich der Unabhängigkeitstag Indiens gefeiert. Die ganztägige Veranstaltung, die immer am 15. August stattfindet, beinhaltet Spiele, Essen und Unterhaltung von Prominenten. Weitere Veranstaltungen im Park sind das Diwali (Lichterfest) und das Dashahara (auch: Navaratri, Festival der „neun Nächte“) im Herbst.